# スタジオカーブ
㈱スタジオ カーブ（Studio Kaab、韓国名：㈜스튜디오 카브）は、アニメーションの企画・制作を主な事業内容とする韓国の企業である。

## 概要・沿革
- 商号：㈜스튜디오 카브
- 設立：2001年5月20日
- 代表：김신화（キム・シンファ）
- 本社所在地：ソウル特別市江南区駅三洞605-23ソンホビル2階

社名の由来は「Korean Advanced Amusement Brand」。主に自社オリジナルアニメが多い。

## 作品履歴
- クローバー 4/3 （클로버 4/3、2000年）
- はじめの一歩（制作元請：マッドハウス、原画、2001年）
- スフィアーズ （스피어즈、2003年）
- トゥルトゥルトゥ ナロンイ （뚜루뚜루뚜 나롱이、2004年-2006年）
- 宇宙人家族 （우주인 가족、2005年）
- 快傑ロンマン ナロンイ （쾌걸롱맨 나롱이、2006年-2007年）
- ルブバハフ王国再建設記 （르브바하프 왕국 재건설기、2007年）
- ギガトライブ （기가 트라이브、2008年-2009年）
- グリーンセイバー （그린세이버、2009年-2010年）
- 魔法千字文：大魔王の復活を防げ （制作元請：DNAプロダクション、制作協力、2010年）
- モトル道士 （制作元請：コッダジ、各話制作協力、2012年）
- 離すな、魂の綱 （制作元請：スタジオアニマル・CJ E&M、各話制作協力、2014年）
- フラワーボーイ, 花郞 （플라워보이 화랑、2014年）